# Монако на Светском првенству у атлетици на отвореном 2019.
Монако је учествовао на 17. Светском првенству у атлетици на отвореном 2019. одржаном у Дохи од 27. септембра до 6. октобра. Ово је било тринаесто учешће Монака на Светским првенствима на отвореном. Репрезентацију Монака представљала је једна атлетичарка која се такмичила у трци на 100 метара.,.
На овом првенству такмичарка Монака није освојило ниједну медаљу, нити је постигла неки резултат.

## Учесници
Жене:
- Шарлот Африат — 100 м

## Резултати

### Жене
| Атлетичарка   | Дисциплина | Лични рекорд | Квалификације | Квалификације | Полуфинале            | Полуфинале            | Финале                | Финале  | Детаљи |
| Атлетичарка   | Дисциплина | Лични рекорд | Резултат      | Место         | Резултат              | Место                 | Резултат              | Место   | Детаљи |
| ------------- | ---------- | ------------ | ------------- | ------------- | --------------------- | --------------------- | --------------------- | ------- | ------ |
| Шарлот Африат | 100 м      | 12,41        | 13,52         | 8. у гр. 4    | Није се квалификовала | Није се квалификовала | Није се квалификовала | 45 / 47 |        |